# Uwe Steingroß
Uwe Steingroß (19 de abril de 1951) es un deportista alemán que compitió en vela en las clases Flying Dutchman y Soling.
Ganó una medalla de bronce en el Campeonato Mundial de Flying Dutchman de 1996 y una medalla de plata en el Campeonato Europeo de Flying Dutchman de 1976. Además, obtuvo dos medallas de oro en el Campeonato Europeo de Soling, en los años 2011 y 2014.

## Palmarés internacional
| Campeonato Mundial | Campeonato Mundial       | Campeonato Mundial | Campeonato Mundial |
| Año                | Lugar                    | Medalla            | Clase              |
| ------------------ | ------------------------ | ------------------ | ------------------ |
| 1996               | Balatonföldvár (Hungría) | Medalla de bronce  | Flying Dutchman    |
| Campeonato Europeo |                          |                    |                    |
| Año                | Lugar                    | Medalla            | Clase              |
| 1976               | Hyères (Francia)         | Medalla de plata   | Flying Dutchman    |

| Campeonato Europeo | Campeonato Europeo   | Campeonato Europeo | Campeonato Europeo |
| Año                | Lugar                | Medalla            | Clase              |
| ------------------ | -------------------- | ------------------ | ------------------ |
| 2011               | Litzelberg (Austria) | Medalla de oro     | Soling             |
| 2014               | Quiberon (Francia)   | Medalla de oro     | Soling             |